# Giovanni Mardersteig
Giovanni Mardersteig, né Hans Mardersteig le 8 janvier 1892, à Weimar (Allemagne), mort le 27 décembre 1977 à Vérone (Italie), est un typographe, créateur de caractères, historien d'art et éditeur italo-allemand, créateur de la presse privée Officina Bodoni.

## Biographie
Hans Mardersteig naît dans une famille de juristes et d’artistes en contact étroit avec les arts et la littérature. Son père, August Mardersteig (1853-1939), est avocat, membre fondateur et conseiller juridique de l’union des artistes allemands, sa mère est Clara Bläser, fille du sculpteur Gustav Bläser. Son grand-père paternel, Friedrich Wilhelm Mardersteig, est un peintre réputé à Weimar. Sa grand-mère descend de la famille de Jean-Sébastien Bach. Il sera lié avec Oskar Kokoschka et Rainer Maria Rilke.
À partir de 1910, il fait des études de droit à Bonn, Vienne, Kiel et Iéna. Une atteinte de tuberculose lui évite d’être mobilisé lors de la Première Guerre mondiale. Il obtient son doctorat en 1915 et il enseigne quelque temps l’histoire et la littérature à Zuoz, en Suisse. En 1917, il travaille à Leipzig avec l’éditeur Kurt Wolff et avec l’historien d’art Carl Georg Heise, pour fonder la revue d'art Genius. Un « double portrait » de 1919 d’Oskar Kokoschka représente Carl Georg Heise et Hans Mardersteig. Les Deux Frères (1921) d'Ernst Ludwig Kirchner, qui réalise également plusieurs portraits de lui, le montre avec son frère Arnöld.

### Officina Bodoni

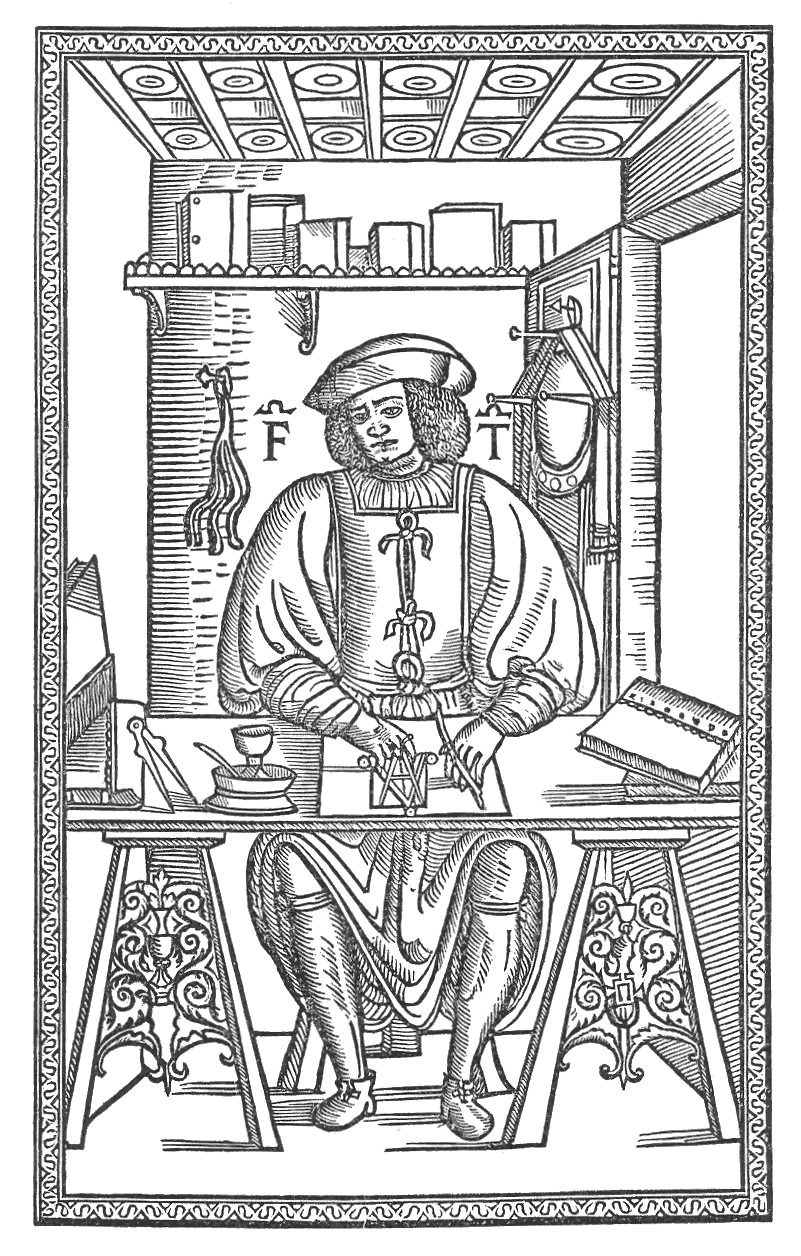
dessinant son alphabet.

En 1922, il quitte les éditions Wolff qui vont s’établir à Munich. Lui-même, à cause d’une rechute de sa maladie, va s'installer à Montagnola, dans le Tessin, en Suisse, où réside déjà Hermann Hesse. Il y fonde sa propre petite maison d’imprimerie et d’édition, sur le modèle des presses privées (private press) — il a déjà travaillé avec le comte Harry Kessler, ami de son père et créateur de la Cranach Press —, déjà existantes en Angleterre et en Allemagne, où il peut exprimer son goût pour la bibliophilie et la typographie, et qu’il baptise Officina Bodoni, en hommage à l’imprimeur italien Giambattista Bodoni dont il apprécie les caractères.
Mardersteig compose et imprime lui-même ses livres, sur une vieille presse à bras. Son premier ouvrage est la Favola d’Orfeo, d'Ange Politien. Suivront Epipsychidion, de Shelley, La Tempête de Shakespeare, Vita Nuova de Dante… Les livres sont imprimés sur des papiers de haute qualité et certains exemplaires sur parchemin. L’accueil des premiers ouvrages est mitigé, mais il reçoit pour Noël 1924 une visite de Stanley Morison qui va se muer en amitié durable.
En 1927, l’Officina s’installe définitivement à Vérone, en Italie. De cette date à 1936, il imprime les œuvres complètes de Gabriele d’Annunzio, en caractères Bodoni dont le gouvernement italien l’a autorisé à utiliser les matrices originelles, conservées à Parme. Pour d’autres publications, il crée lui-même de nouvelles polices de caractères : le Griffo (1930), en hommage au typographe Francesco Griffo, puis le Zeno (1936), le Fontana (1936). Stanley Morison lui fait connaître Charles Malin, graveur de poinçons français, avec qui il travaillera désormais sur le Dante (1954). Il crée ensuite le Pacioli (1955).
En 1932, il épouse à Londres l’Allemande Irmgard Krayer. Ils ont un fils, Martino, né en 1941.
En 1946, il obtient la nationalité italienne et il change son prénom de « Hans » pour celui, italien, de « Giovanni ».

### Stamperia Valdonega
En 1948, sa vieille presse à bras ne suffisant pas à assurer toute sa production, Mardersteig, avec des amis et des industriels, crée dans le quartier de Valdonega à Vérone, une imprimerie plus moderne, équipée de machines perfectionnées, mais en conservant l’esprit de qualité typographique qui l’a toujours animé : la Stamperia Valdonega. Elle utilise des machines à composer Monotype et des presses à cylindre Johannisberg. 
En 1964, la Stamperia Valdonega imprime, pour la maison d’édition Salani, la Divine Comédie de Dante, avec cent illustrations de Salvador Dalí. Elle travaille aussi pour des maisons d’édition étrangères comme Collins, Folio Society en Angleterre, Tauchnitz Edition, Hoffmann & Campe, Hanser Verlag, Propyläen Verlag en Allemagne, Limited Editions Club et New Directions aux États-Unis.
La Stamperia obtient le prix Gutenberg de la ville de Mayence, décerné par la Gutenberg-Gesellschaft (de) en 1968.
Giovanni Mardersteig exerce jusqu’à sa mort, en 1977. Son fils Martino Mardersteig lui succède et poursuit son œuvre dans le même sens.

## Polices créées
- Griffo (1930)
- Zeno (1936)
- Fontana (1936)
- Dante (1954), avec le graveur Charles Malin ; version digitale pour Monotype par Ron Carpenter (1993)
- Pacioli (1955)
- Zarotto (Neue Mardersteig), en hommage à l’imprimeur italien Antonio Zarotto (it) (1450-1510)